# Samsó i Dalila (Josep de Ribera)
Samsó i Dalila és un dibuix de l'artista valencià Josep de Ribera. Es considera que aquest dibuix, realitzat amb llapis sanguina i grafit sobre paper verjurat, fou l'esbós final del quadre homònim pertanyent a la Col·lecció Reial. Aquest quadre, que es trobava al Saló dels Espills del Reial Alcàsser de Madrid amb el quadre Jael i Sísara, es va cremar al 1734 durant l'incendi de l'alcàsser, i aquest dibuix n'és l'únic vestigi.
El dibuix forma part de la col·lecció permanent del Museu de Belles Arts de Còrdova. Entre el 22 de novembre del 2016 i el 19 de febrer del 2017 fou exhibit al Museu del Prado en l'exposició "Ribera, mestre del dibuix". Més tard, entre el 12 de març i l'11 de juny del 2017, es va exhibir al Museu Meadows de Dallas en l'exposició "Between Heaven and Hell: The Drawings of Josep de Ribera".